# Christine Prayon

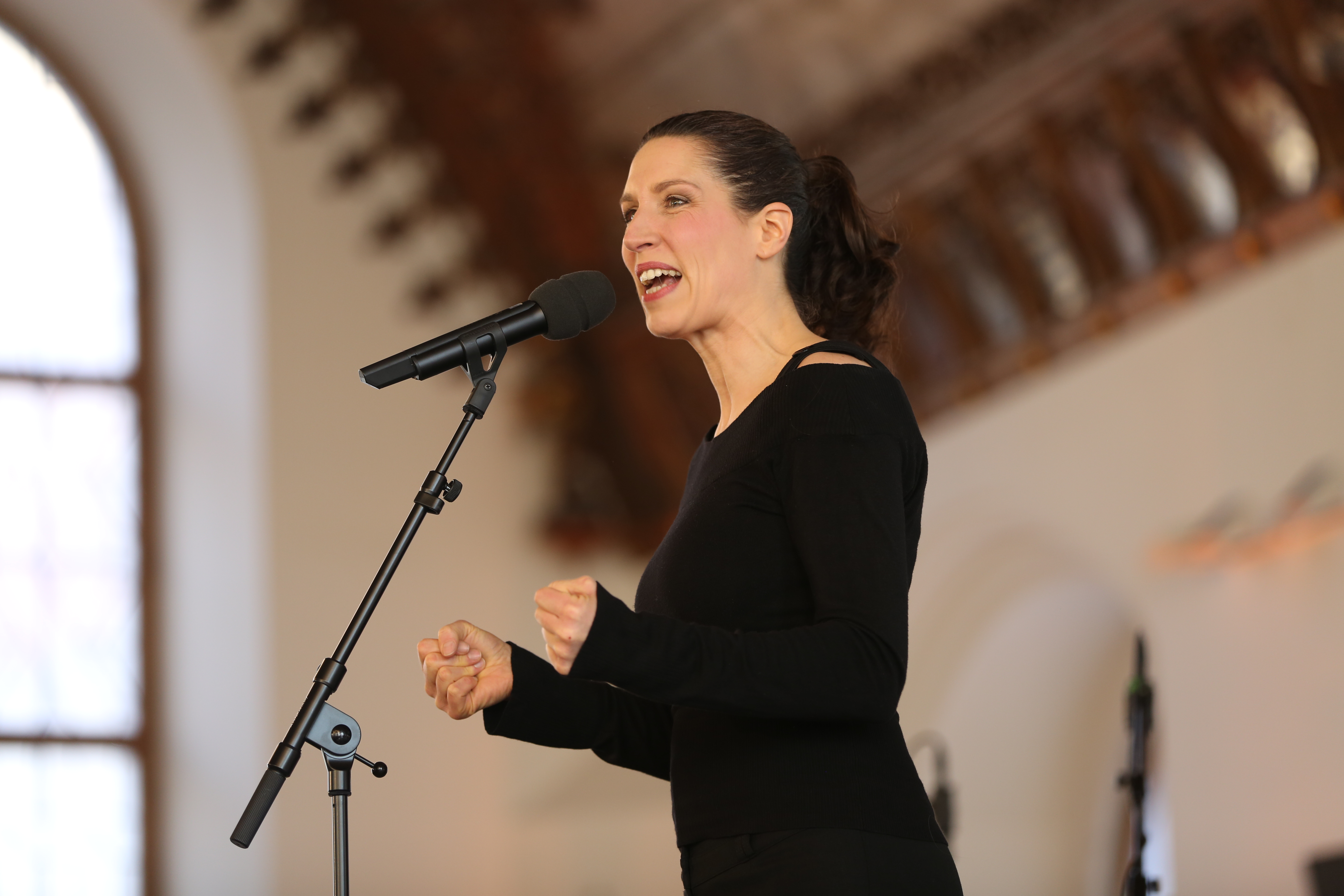
Christine Prayon, 2019

Christine Prayon [kʁistin pʁɛ.jɔ̃] (* 22. Mai 1974 in Bonn) ist eine deutsche Schauspielerin und Kabarettistin.

## Leben
Die Vorfahren Christine Prayons stammen aus den belgischen Ardennen. Sie selbst wuchs in einer konservativ-katholischen Familie auf: Ihr Großvater war General der belgischen Armee, ihr Vater Oberst der Bundeswehr. Sie besuchte Schulen in Bonn und Waldbröl. Nach dem Abitur 1993 studierte sie zunächst ab 1994 Germanistik und Romanistik in Köln, bevor sie von 1996 bis 2000 an der Theaterakademie August Everding in München eine Schauspielausbildung absolvierte. 1996 hatte sie auch mit einer kleinen Rolle in einer Daily Soap ihr Fernsehdebüt.
Danach war sie an verschiedenen deutschen Bühnen engagiert und wirkte in diversen Fernsehproduktionen mit, z. B. 2002 in der 8. Staffel des Bullen von Tölz. Prayon hatte Rollen bei den Freilichtspielen Schwäbisch Hall und den Schlossfestspielen Neersen und war von 2002 bis 2004 Ensemblemitglied am Theater Baden-Baden. Von 2004 bis 2008 gehörte sie dem Ensemble des Renitenztheaters in Stuttgart an.
Gemeinsam mit Eva Eiselt trat Prayon von 2005 bis 2008 als „Top Sigrid“ auf. Mit dem Bühnenprogramm „Wir machen alles“ tourten sie im deutschsprachigen Raum und gewannen 2006 sowohl den Haupt- als auch den Publikumspreis beim Kabarett-Nachwuchswettbewerb Stuttgarter Besen im Rahmen des Stuttgarter Kabarett-Festivals. Im selben Jahr wurde das Duo auch mit dem Kleinkunstpreis Baden-Württemberg bedacht. 2009 gründete sie mit der Schauspielerin Sarah Masuch das Kabarett-Duo Bleckonweit. Außerdem ist sie seit 2008, neben Helge Thun, Jakob Nacken und Udo Zepezauer, unregelmäßig Gastgeberin der Veranstaltungsreihe „Comedy Stube“ im Sudhaus Tübingen.
Im Januar 2010 feierte Prayon mit ihrem ersten Soloprogramm „Die Diplom-Animatöse“ im Theaterhaus Stuttgart Premiere. Im selben Jahr belegte sie, nachdem sie zuvor schon den „Dortmunder Kabarett & Comedy PoKCal“ gewonnen hatte, im Wettbewerb um das Passauer Scharfrichterbeil den zweiten Platz.
Vom 7. Oktober 2011 bis 23. September 2022 wirkte sie als Birte Schneider in der heute-show des ZDF mit. Zuvor hatte sie während der Proteste gegen Stuttgart 21 auf Kundgebungen satirische Reden gehalten und u. a. die damalige Landesministerin Tanja Gönner persifliert, wodurch eine Redakteurin der Sendung auf sie aufmerksam wurde. Am 26. März 2013 hatte Prayon einen Auftritt in der Kabarett-Sendung Neues aus der Anstalt und am 26. Mai 2015, sowie am 24. Mai 2016, am 23. Oktober 2018, und am 3. November 2020 in der Nachfolgesendung Die Anstalt. Im Juli 2013 äußerte Prayon gegenüber der Stuttgarter Zeitung, sie würde nie in der Sendung Satire Gipfel auftreten, weil deren Gastgeber Dieter Nuhr „eine Systemstütze“ sei, Kabarett aber gegen die Herrschenden gemacht werden müsse. Weitere Fernsehauftritte hatte Prayon ab 2013 auch in Christian Ehrings Satire-Show Extra 3. Ferner hatte sie Gastauftritte in den Sendungen NightWash am 7. Juni 2012, Pufpaffs Happy Hour am 4. November 2012, am 20. Juli 2014, am 11. November 2018 und am 11. Oktober 2020 sowie Olafs Klub (MDR) am 16. Oktober 2021.
Bei der Preisverleihung des Dieter-Hildebrandt-Preises am 14. Mai 2019 in München kritisierte Prayon in ihrer Dankesrede die Abkehr der Stadt vom LiMux-Projekt und spendete das Preisgeld von 10.000 Euro an die Free Software Foundation Europe, worüber anwesende lokale Medien unisono nicht berichteten.
Am 19. Oktober 2019 fand im Stuttgarter Renitenztheater die Premiere von Prayons zweitem Soloprogramm „Abschiedstour“ statt. Anlässlich einer Voraufführung von „Abschiedstour“ in Kiel am 12. Oktober titelten die Kieler Nachrichten „Ganz großes Kabarett“ und zählten Prayon „zu den besten Kabarettisten des Landes“.
Im Dezember 2021 las sie für die heute-show in einem YouTube-Video den vollständigen Koalitionsvertrag der 20. Wahlperiode des Bundestages der Ampelkoalition in 8 Stunden und 50 Minuten laut vor.
In einem Interview mit der KONTEXT:Wochenzeitung im Juni 2023 äußerte sich Prayon, die nach eigenen Angaben unter dem Post-Vac-Syndrom leidet, erstmals zur Beendigung ihrer Zusammenarbeit mit der heute-show. Aus ihrer Sicht würden in der Satiresendung hinsichtlich Corona oder beim Ukrainekrieg Narrative und Positionen von Gruppen, die gesellschaftlich in der Hierarchie weit oben stehen, unablässig wiederholt und gleichzeitig Stimmung gegen Andersdenkende gemacht. Sie wolle sich nicht daran beteiligen, Andersdenkende der Lächerlichkeit preiszugeben. In diesem Zusammenhang kritisierte sie auch den Satiriker Jan Böhmermann. Dieser hatte sich in seiner Sendung ZDF Magazin Royale am 19. November 2021 unter anderem über Menschen empört, die nicht gegen COVID-19 geimpft sind („Ungeimpfte“) und zwei Stinkefinger gezeigt. Prayon äußerte hinsichtlich der Gründe, warum sie auch in anderen Satiresendungen wie Die Anstalt nicht mehr auftritt, wenn man „das große Fass Kapitalismuskritik“ aufmache und es wirklich ernst meine, sei man „draußen“. Über die Klimaaktivisten des Bündnisses Letzte Generation, die sich auf der Straße festkleben, sagte sie, diese würden kriminalisiert, weil sie durch das Lahmlegen des Verkehrs, durch das Leute nicht zur Arbeit kommen, das bestehende System des Kapitalismus zum Bröckeln brächten. Das kenne sie noch vom Protest gegen Stuttgart 21. Das Interview war Gegenstand einer breiten Berichterstattung und wurde eingehend kommentiert, unter anderem von Arno Frank und El Hotzo.
Am 12. Februar 2024 war Prayon in der Fernsehsendung MDR um 4 zu Gast zum Interview mit Peter Imhof.

## Privatleben
Prayon lebt in Berlin-Karlshorst, ist verheiratet und hat einen Sohn.

## Filmografie (Auswahl)
- 2005: In Sachen Kaminski (Fernsehfilm)
- 2008: Mein Mann, der Trinker (Fernsehfilm)
- 2015: Die Anstalt (Fernsehserie, Folge Spionage)
- 2019: Hubert ohne Staller (Fernsehserie, Folge Ein kuscheliger Mord)
- 2020: WaPo Bodensee (Fernsehserie, Folge Auf Messers Schneide)

## Auszeichnungen

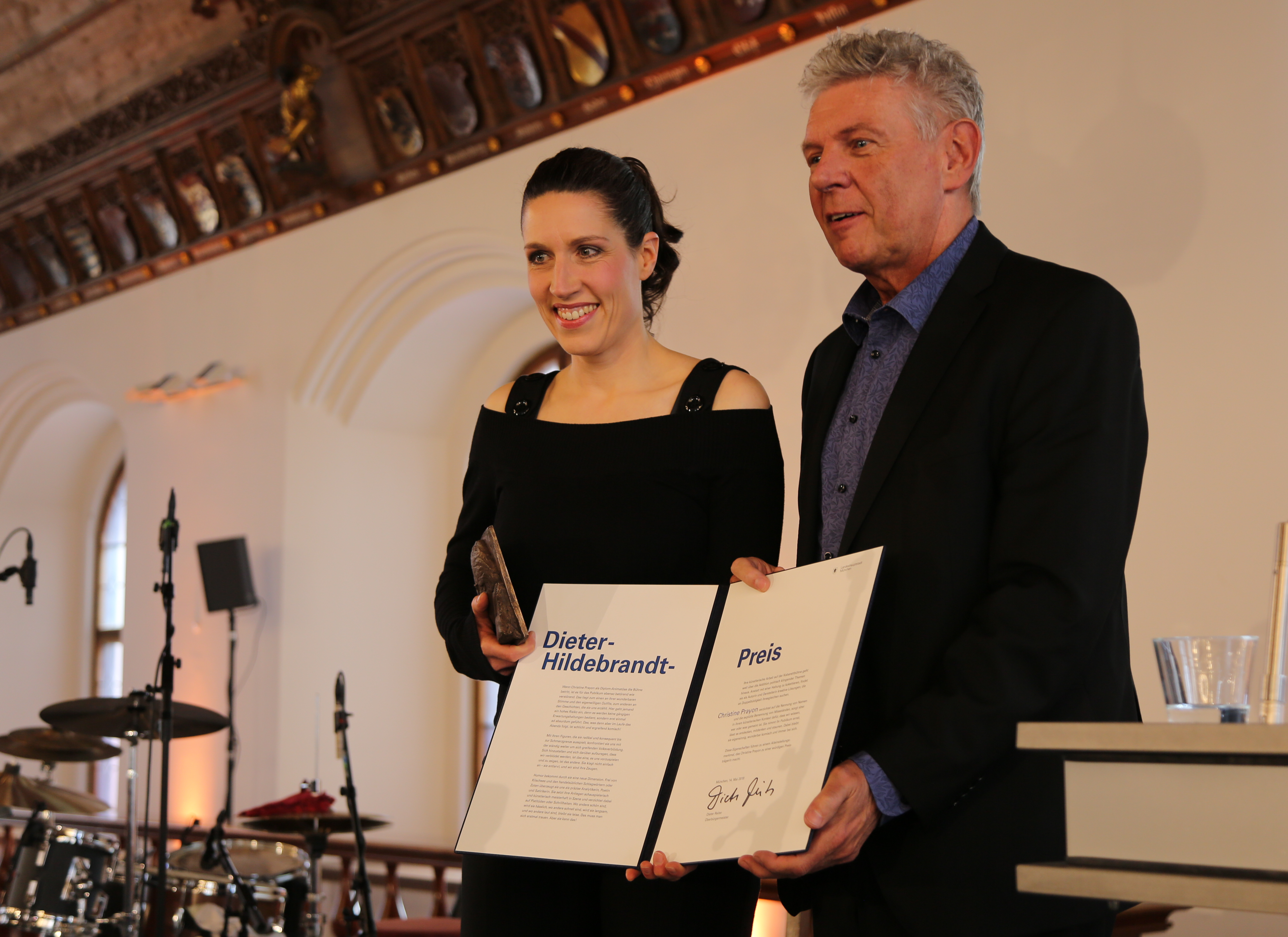
Verleihung des Dieter-Hildebrandt-Preises 2019

- 2006: Goldener Besen sowie Publikumspreis mit Top Sigrid

- 2006: Kleinkunstpreis Baden-Württemberg mit Top Sigrid
- 2010: Dortmunder Kabarett & Comedy PoKCal
- 2010: 2. Platz beim Wettbewerb um das Passauer Scharfrichterbeil
- 2012: Förderpreis der Stadt Mainz zum Deutschen Kleinkunstpreis
- 2012: Preis der Jury des Prix Pantheon in der Kategorie „Frühreif und Verdorben“ (neben Michael Hatzius)[36]
- 2012: Programmpreis des Deutschen Kabarett-Preises für ihr Programm „Die Diplom-Animatöse“[37]
- 2014: Förderpreis der Neuen Ruhr Zeitung beim Comedy Arts Festival Moers[38]
- 2018: Eddi[39]
- 2019: Dieter-Hildebrandt-Preis[40]

## Bücher
- Abschiedstour. Eine Utopie. Westend Verlag, Frankfurt am Main, 2022, ISBN 978-3-86489-370-4.
- Abwesenheitsnotiz – Long Covid, Short Story. Westend Verlag, Neu-Isenburg 2024, ISBN 978-3-86489-431-2.

## Hörbücher
- Abschiedstour. Eine Utopie. Autorinnenlesung. Argon Verlag, 2022, ISBN 978-3-7324-5879-0 (Hörbuch).
- Robert Thorogood: Mrs Potts’ Mordclub und der tote Nachbar. Argon Verlag, 2022, ISBN 978-3-7324-1959-3 (Originaltitel: The Marlow Murder Club. Übersetzt von Ingo Herzke).[41]
- Robert Thorogood: Mrs Potts’ Mordclub und der tote Bräutigam. Argon Verlag, 2023, ISBN 978-3-7324-0613-5 (Originaltitel: Death Comes to Marlow. Übersetzt von Ingo Herzke).